# タレタス
タレタスまたはクレタ島のタレス（古代ギリシア語: Θαλήτας または Θαλῆς）は、早期ギリシアの音楽家・作詞家。早期ギリシアの音楽と詩に影響を与えた人物である。

## 人物
有名な作家によれば、タレタスはクレタ島のゴルテュスの都市の出身であった。
タレタスは、クレタ島からスパルタに、詩人のテルパンデルの方式には存在しなかった音楽とリズムの原則あるいは要素を導入し、それによって2つ目のスパルタで栄えた音楽学校を設立した。